# Institut de recherche sur l'éducation
 (juin 2025).
Motif : Aucune source secondaire
- Archive Wikiwix
- Bing
- Cairn
- DuckDuckGo
- E. Universalis
- Gallica
- Google
- G. Books
- G. News
- G. Scholar
- Persée
- Qwant
- (zh) Baidu
- (ru) Yandex

| 1. | Préciser le motif de la pose du bandeau. | Précisez le motif de la pose du bandeau en utilisant la syntaxe suivante : {{admissibilité à vérifier\|date=juillet 2025\|motif=remplacez ce texte par le motif}}                                          |
| 2. | Informer les utilisateurs concernés.     | Pensez à avertir le créateur de l'article, par exemple, en insérant le code ci-dessous sur sa page de discussion : {{subst:avertissement admissibilité à vérifier\|Institut de recherche sur l'éducation}} |

L’Institut de recherche sur l'éducation,, ou IREDU, est un Laboratoire de recherche en économie et sociologie de l’éducation et de la formation affilié au Céreq et présent à l’Université Bourgogne Europe. Le laboratoire est à l’origine d’un grand nombre de publications scientifiques sur différentes thématiques comme la profession enseignante, la réussite enseignante, les compétences psycho-sociales dans le cadre de l’enseignement ou l’insertion professionnelle et le rapport au travail.

## Historique

### Fondation
L’Institut de recherche sur l’éducation, ou IREDU, est fondé en 1971, par Jean-Claude Eicher suite aux voyages de ce dernier aux Etats-Unis. Jean-Claude Eicher travaillera en Amérique avec des économistes de l’éducation comme Théodore Schultz (Prix Nobel d’Economie). Revenu en France à la fin des années 1950, il fait une thèse d’Etat en économie qu’il soutient en 1958 sur la théorie de la fonction de consommation en France. Après avoir été maitre de conférences agrégé à l’université de Phnom-Penh au Cambodge entre 1960 et 1963 puis à l’université de Dijon à partir de 1954. Il devient ensuite directeur de recherches dans le cadre du Diplôme d’Etudes Supérieures de Sciences Economiques de l’Université de Dijon en 1965 puis professeur agrégé et directeur de l’Institut d’Economie Régionale (IER) de Bourgogne-Franche-Comté en 1966. A la fin des années 1960, il reçoit d’importants financements de la part du CNRS qui lui permet d’impulser la recherche en économie de l’éducation.
Ainsi l’IREDU est créé en 1971 lorsque le conseil de gestion de la faculté des sciences économiques et de gestion de l’Université de Bourgogne attribue au laboratoire son titre d’institut de recherche en économie de l’éducation. Le laboratoire se concentre alors sur les coûts de l’évaluation et a pour objectif principal de rattraper le retard en économie de l’éducation de la France par rapport aux Etats-Unis. Sous sa direction, le laboratoire est investi auprès du Bureau International du Travail, de l’UNESCO ou de la Banque Mondiale.

### Direction du laboratoire
Depuis sa création en 1971, de nombreux enseignants-chercheurs et nombreuses enseignantes-chercheuses ont été à la direction du laboratoire :
- Jean-Claude Eicher de 1971 à 1984

- François Orivel de 1984 à 1994

- Jean Bourdon de 1994 à 2001

- Jean-Jacques Paul de 2001 à 2007

- Bruno Suchaut de 2007 à 2012

- Jean-François Giret de 2012 à 2024 – Co-direction : Sophie Morlaix

- Sophie Morlaix depuis 2024 – Co-direction : Claire Bonnard

### Prix Eicher
Suite au décès de Jean-Claude Eicher, en 2003, ce prix a été mis en place par l’AJCDE (Association Jean-Claude Eicher pour le Développement de l’Économie de l’Éducation) pour récompenser et encourager les thèses dans ce domaine. Il a été remis, à ce jour, à dix personnes :
| Année de remise du prix | Lauréat & lauréate    | Titre de la thèse | Année de soutenance |
| ----------------------- | --------------------- | --- | ------------------- |
| 2006                    | Jaoul-Grammare Magali | Economie de l'enseignement supérieur en France : une analyse cliométrique                                                                           | 2004                |
| 2008                    | Nadir Altinok         | Essais sur la qualité de l'éducation et la croissance économique                                                                                    | 2007                |
| 2010                    | Xavier Pons           | L'évaluation des politiques éducatives et ses professionnels : discours et méthodes (1958-2008)                                                     | 2008                |
| 2012                    | Nelly Rakoto Tiana    | L'école primaire pour tous ? : Politiques éducatives, demande d'éducation et travail des enfants à Madagascar                                       | 2011                |
| 2014                    | Samuel Charmillot     | Ségrégation et inégalités scolaires : le cas de l’enseignement secondaire à Genève                                                                  | 2013                |
| 2017                    | Léonard Moulin        | Frais d’inscription dans l’enseignement supérieur : enjeux, limites et perspectives                                                                 | 2014                |
| 2022                    | Estelle Herbaut       | From access to attainment: patterns of social inequality and equity policies in higher education                                                    | 2018                |
| 2022                    | Laurène Le Cozanet    | La professionnalisation des études : Quand l'Université (s')adapte à l'économie                                                                     | 2019                |
| 2025                    | Alice Pavie           | L’égalité des chances comme prestation : Enjeux symboliques et économiques autour de la cause des « élèves méritant·es de l’éducation prioritaire » | 2024                |
| 2025                    | Youssef Souidi        | Politiques d'affectation scolaire, ségrégation sociale et compétences des élèves : essais sur le système scolaire français                          | 2022                |

## Domaine d’expertise
L’IREDU travaille sur les questions relatives à l’efficacité et l’équité dans le domaine de l’éducation. La laboratoire est d’abord spécialisé sur l’analyse des coûts et les bénéfices de l’éducation dans une logique économique,, puis, dans les années 1980-1990, l’IREDU s’ouvre aux travaux en sociologie quantitative en éducation. Cette évolution est marquée par des travaux de référence menés par Marie Duru-Bellat et Alain Mingat. À partir des années 2000, le laboratoire poursuit ses recherches dans le champ des sciences de l’éducation et de la formation, en privilégiant des approches théoriques basées sur l’économie, la sociologie et les méthodologies quantitatives. Plus récemment des méthodes plus qualitatives ont été intégrées aux projets du laboratoire.

### Axes de recherche
Le laboratoire suit deux axes de recherche autour desquels s’articulent les différents projets de recherche.
L’axe 1 s’intitule « conditions sociales et scolaires de la réussite » et se subdivise en deux thématiques que sont « Acquis, compétences et parcours de réussite des élèves » et « Rôle des ressources socio-économiques, des pratiques et des institutions éducatives dans les inégalités scolaires ». « Les projets de recherche développés dans ce premier thème visent à mieux comprendre comment se construisent les parcours de réussite au sein du système éducatif, du primaire à l’enseignement supérieur. »
L’axe 2, quant à lui, se nomme « Parcours de professionnalisation, d’insertion, carrières et liens formation-emploi » et comporte trois sous-thèmes que sont « Différenciations et professionnalisation des parcours », « Insertion et liens formation-emploi » et « Conditions d’accès, d’exercice et carrières dans les métiers de l’éducation ». Cet axe de recherche a historiquement beaucoup été questionné par les projets de recherche du laboratoire et « L’objectif est […] d’approfondir les travaux passés en s’inscrivant dans une dynamique longitudinale des liens formation-emploi qui s’amorce au sein des parcours scolaires et universitaires, par le biais de la montée en puissance de plusieurs formes de professionnalisation […] qui se poursuit tout au long de la carrière »